# August von Dönhoff (Offizier)
August Friedrich Philipp Graf von Dönhoff (* 22. Mai 1763 in Königsberg; † 7. Mai 1838 in Friedrichstein) war ein preußischer Oberst und Flügeladjutant, Oberhofmarschall, Landhofmeister.

## Leben
August war Angehöriger des preußischen Stammes des Adelsgeschlechts von Dönhoff. Er war ein Sohn des preußischen Kriegsministers Christian von Dönhoff (1742–1803) und der Charlotte Amalie Rollaz du Rosey (1742–1813), Enkelin von Imbert Rollaz du Rosey.
Dönhoff besaß aus väterlichem Erbe Friedrichstein. Während seiner aktiven Zeit als Offizier in der preußischen Armee nahm er an den Koalitionskriegen teil und erhielt 1808 den Orden Pour le Mérite. Im Jahre 1818 wurde er Oberhofmarschall und 1823 Landhofmeister im Königreich Preußen. Wie sein Vater war Mitglied im Freimaurerbund und gehörte der Königsberger Freimaurerloge Zu den drei Kronen an.

## Familie
Dönhoff vermählte sich am 22. März 1796 mit Pauline Luise Amalie Gräfin von Lehndorff (1776–1813), Tochter des Ernst Ahasverus Heinrich von Lehndorff. Aus der Ehe gingen zehn Kinder hervor, darunter:
- August (1797–1874), preußischer Außenminister
- Louis (1799–1877), preußischer Generalleutnant
- Emil (1800–1877), preußischer Landrat im Landkreis Königsberg i. Pr.[2][3]
- Eugen (1803–1871), preußischer Wirklicher Geheimer Rat
- Therese (1806–1885), 1830 verh. mit Botho Heinrich zu Eulenburg
- Amélie (1808–1871), Hofdame der Königin Elisabeth